# Никифор Кларонцан
Ники́фор Клародза́нис (греч. Νικηφόρος Κλαροτζάνης), или Клародза́не (Κλαροτζάνε); ?, Крит — 1645, Молдова) — патриарх Александрийский (конец мая 1639 — апрель 1645). Бо́льшую часть своего патриаршества провёл в Валахии и Молдовы. Бывал в России, собирая деньги для своей церкви. В его патриаршество возникло обострение синайского вопроса.

## Биография
Родом с Крита. Он был хорошо образован.
В 1639 году патриарх Александрийский Митрофан перед смертью указал на митрополита Веррийского Иоанникия Киприота как на своего преемника, однако против его кандидатуры выступил патриарх Константинопольский Кирилл II Контарис, и патриархом стал Никифор Кларонциан.
В это время вновь обострился конфликт между Александрийской церковью и монастырём великомученицы Екатерины на Синае, связанный со статусом Синайского подворья в каирском районе Джувания. В этот конфликт были вовлечены другие Церкви православного Востока и власти Османской империи. На подворье, где проживала значительная часть синайской братии во главе с епископом, была построена церковь, велось богослужение. Привлекая в свой храм прихожан, синаиты лишали доходов Александрийского патриарха, имевшего в Каире собственную церковь. Патриархи с начала XVII века добивались прекращения богослужений в Джувании. После отъезда в начале 1640-х годов патриарха Никифора в Грузию за милостыней синаиты возобновили службы в Джувании, получив на это соответствующие санкции от патриарха Константинопольского Парфения I (1643) и молдавского князя Василия Лупу, влиятельного политика империи, оказывавшего щедрое покровительство православным церквам Леванта. Вернувшись из Грузии, патриарх Никифор добился отмены разрешений, данных синайским монахам — соответствующая грамота патриарха Константинопольского Парфения II датируется январём 1645 года.
Известны многие грамоты его к царю Михаилу Феодоровичу, а также и служба святому Иоанну Сочавскому, составленная на молдавском языке.
Умер в Молдове в апреле или мае 1645 года. В первой половине июня сего же года избран в Константинополе преемник ему, Иоанникий, из митрополитов Веррийских.